# Württembergische Eisenbahn-Gesellschaft

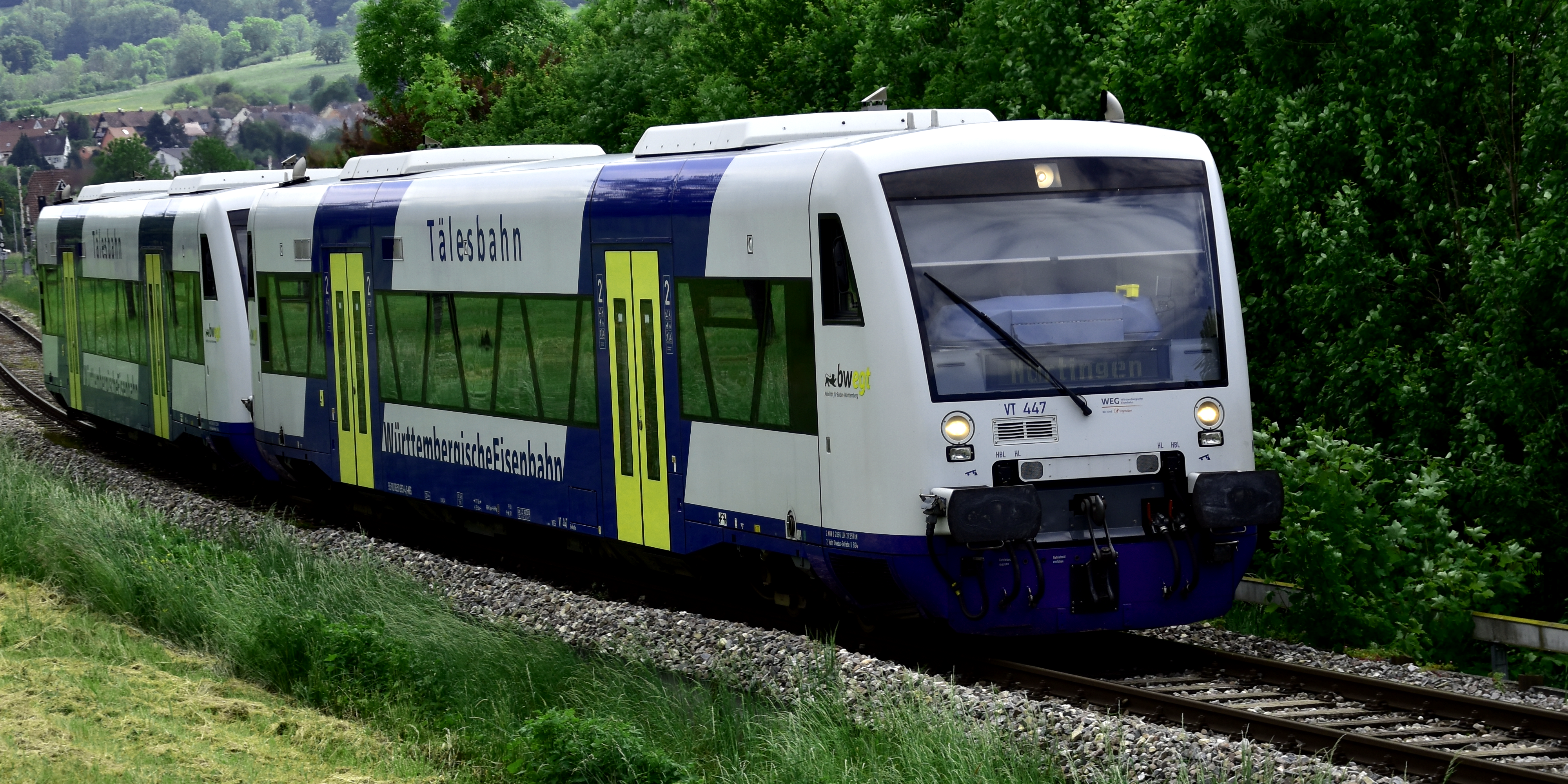
Regio-Shuttle der WEG auf der Tälesbahn

Logo der WEG bis 2015

Logo der WEG in den 1980er Jahren

Die Württembergische Eisenbahn-Gesellschaft mbH (WEG) ist ein privates Eisenbahnunternehmen in Deutschland mit Sitz in Waiblingen.

## Geschichte

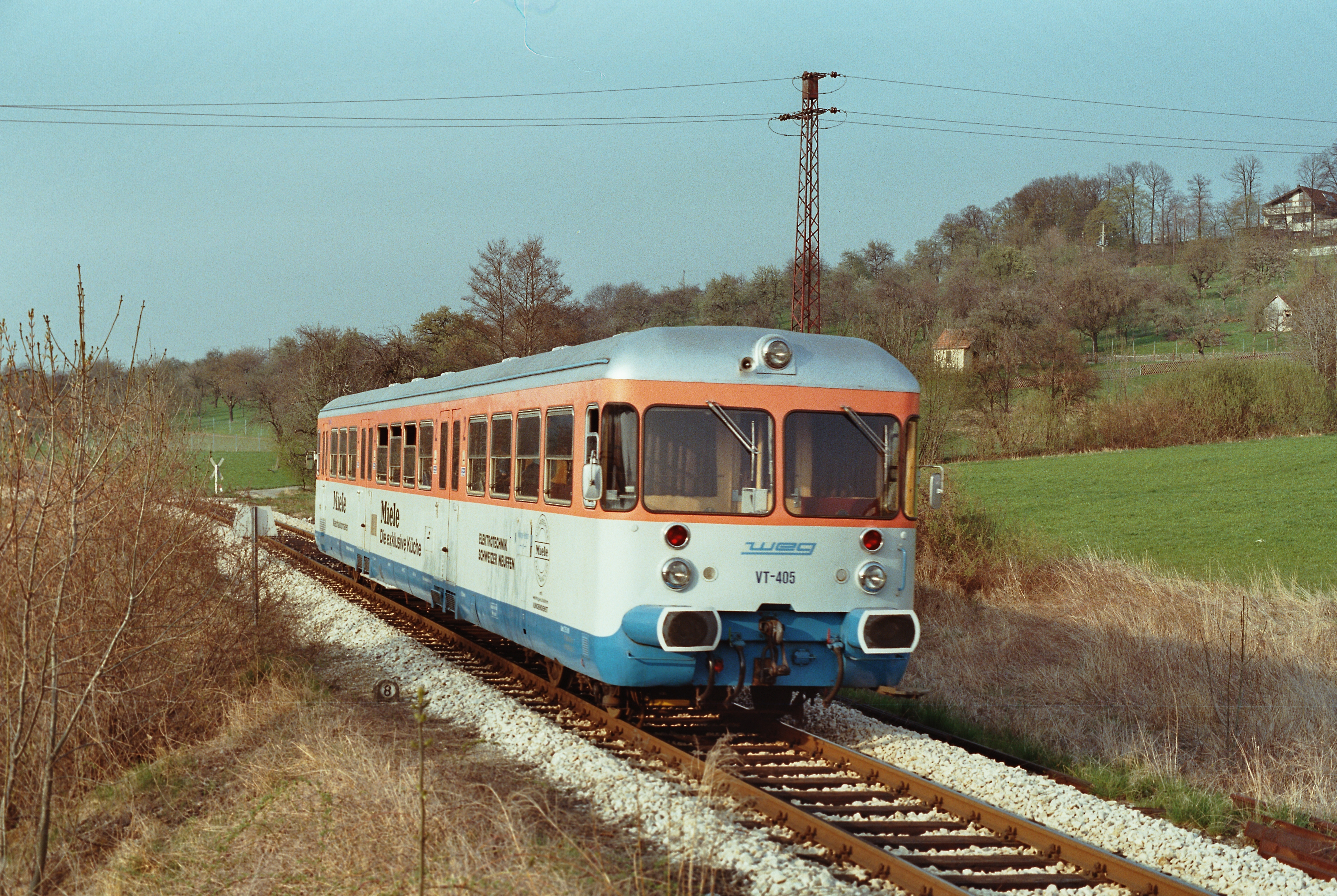

Die Württembergische Eisenbahn-Gesellschaft wurde am 13. Mai 1899 in Stuttgart gegründet. Sie baute bis 1907 acht Nebenbahnen im Königreich Württemberg mit insgesamt mehr als 100 Kilometern Streckenlänge.

### Eigentumsverhältnisse
Im Jahre 1909 erwarb die AG für Bahn-Bau und -Betrieb (BBB) mit 95 Prozent die Aktienmehrheit an der Württembergischen Eisenbahn-Gesellschaft. Die BBB wurde 1928 von der AG für Verkehrswesen (AGV) aufgekauft und nannte sich ab 1929 Deutsche Eisenbahn-Gesellschaft (DEGA, später DEG). Im Zuge der Neuordnung des AGV-Konzerns besaß die AGV nunmehr 95 Prozent der Aktien der WEG. 1966 wurde die WEG von einer Aktiengesellschaft in eine GmbH umgewandelt.
Zwischen der DEG und der WEG entstand seit 1968 eine immer stärkere Verbindung, in deren Verlauf die DEG den größten Teil der Geschäftsführungsaufgaben übernommen hat. Eine förmliche Übertragung der WEG-Anteile auf die DEG fand erst in den neunziger Jahren statt, als die AGIV ihre Beteiligungen an Verkehrsbetrieben völlig aufgab.
Im Jahre 2000 verkaufte die EnBW ihren Anteil von 40 Prozent an der DEG an den seit 1996 mit 60 Prozent beteiligten französischen Konzern Vivendi, der dadurch zum Alleineigentümer wurde. Die WEG wurde, wie alle Tochterunternehmen der DEG, in die Vivendi-Tochtergesellschaft Connex Verkehr GmbH eingegliedert. Von 2006 bis zum 15. März 2015 firmierte Connex in Deutschland unter dem Namen Veolia Verkehr, seither unter Transdev GmbH.

### Vorreiter in der Verdieselung
Die WEG war der Vorreiter bei den Privatbahnen in der Verdieselung ihrer Strecken. Um den Betrieb längerfristig aufrechterhalten zu können, beschaffte die WEG schon 1952 ihre ersten Dieseltriebwagen bei der Maschinenfabrik Esslingen, zwei Esslinger Triebwagen. Auch wurden von der Deutschen Bundesbahn (DB) Dieseltriebwagen gebraucht erworben und modernisiert, so die VT 70 900–901. Diese Fahrzeuge erledigten dann den gesamten Verkehr auf der Strecke. Als Schlepptriebwagen waren sie entsprechend stark motorisiert, das heißt, es konnten zusätzlich Güterwagen angehängt werden.

### Modernisierung
Anfang der 1980er Jahre begann die WEG, viele ihrer betagten Fahrzeuge zu modernisieren. Es wurde ein neues Logo eingeführt und eine eigene Lackierung verwendet. Dabei wurden die Fahrzeuge in einem lichtgrauen Grundton lackiert. Das Dach wurde silbern lackiert das Fensterband orangefarben und am Rahmen ein hellblauer Absetzrahmen angebracht.
Die WEG stellte ein beliebtes Ziel für Liebhaber von alten Triebwagen dar. So fuhren bis vor wenigen Jahren noch Triebwagen aus den 1950er und 1960er Jahren auf den Gleisen der WEG, die von der Maschinenfabrik Esslingen und von MAN produziert wurden. Auf der Tälesbahn verkehrte bis ins Jahr 2000 ein Unikat, ein von der Deutschen Bundesbahn erworbener Vierachser von 1928, dessen starke Büssing-Motoren ihn im Güterverkehr unersetzlich machten. Heute ist er im Besitz der Ulmer Eisenbahnfreunde und soll auf der Museumsstrecke von Amstetten nach Gerstetten eingesetzt werden. Auf der Vaihinger Stadtbahn verkehrte bis zur Einstellung ein ehemaliger Triebwagen der Deutschen Reichsbahn aus dem Jahr 1926.

### Einstellung von Strecken

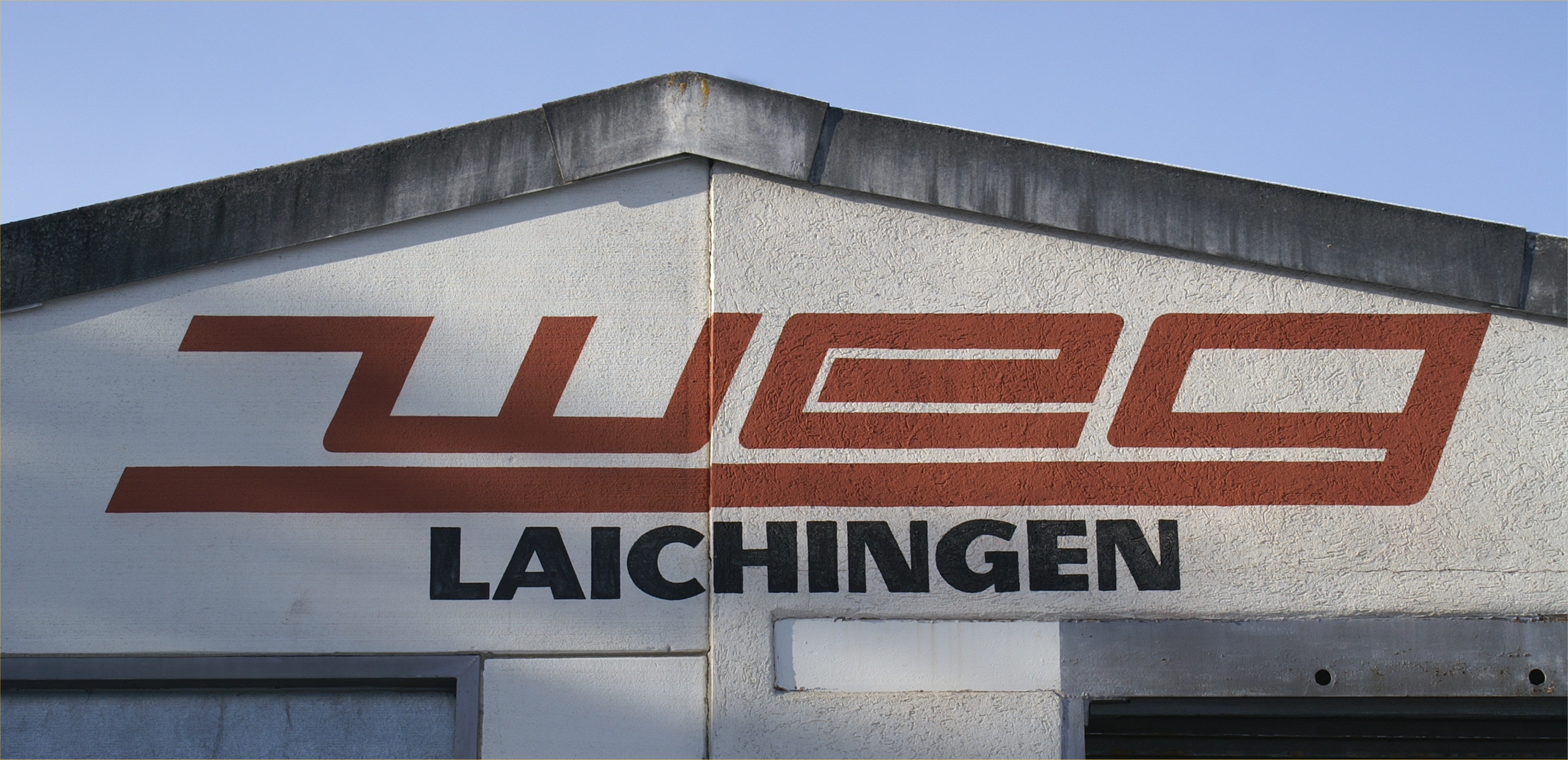
WEG-Schriftzug am ehemaligen Lokschuppen in Laichingen

Nachdem die Württembergische Nebenbahnen GmbH (WN) mit ihren verbliebenen zwei Strecken im Jahre 1984 in der WEG aufging, strich die Bundesregierung die Gasölbeihilfe. Dadurch konnte die WEG ihre einzige schmalspurige Strecke von Amstetten nach Laichingen nicht mehr kostendeckend betreiben. Sie wurde im Jahr 1985 eingestellt und von Laichingen bis kurz vor dem Bahnhof Oppingen abgebaut. Von den ehemals 22,6 Kilometern Streckenlänge bestehen noch 5,7 Kilometer als Museumsbahn Albbähnle von Amstetten nach Oppingen.
Bis Mitte der 1990er Jahre betrieb die WEG die meisten Nebenbahnen in Eigenregie, das heißt fast ohne Zuschüsse. Die kleineren Betriebe kamen meist mit nur einem Triebwagen plus Beiwagen ohne Reservefahrzeuge aus. So ließen sich die Ausgaben durch die Einnahmen decken. Schwäbische Sparsamkeit hielt diese Strecken am Leben, doch dann zeichnete sich das allmähliche Ende vieler Bahnlinien ab. In den Oberbau der meisten Strecken wurde nicht mehr investiert, die Deutsche Bahn stellte den Stückgutverkehr ein und die WEG wurde an die Connex-Gruppe verkauft. So wurden die Strecken Bad Friedrichshall–Ohrnberg (1993), Amstetten–Gerstetten (1996), Ebingen–Onstmettingen (Talgangbahn, 1998) und Gaildorf–Untergröningen (2000) im Personenverkehr sowie die Vaihinger Stadtbahn (2002) eingestellt.
Ein Stadtbahnkonzept für die Strecke Bad Friedrichshall-Jagstfeld–Hardthausen scheiterte an den Kosten, ebenso die Wiederinbetriebnahme der Talgangbahn durch die Hohenzollerische Landesbahn im Jahr 2002.

### Die WEG heute
Die WEG gehört über die Transdev GmbH zur international tätigen Transdev Group.
Heute besitzt die WEG noch eine eigene Strecke mit regulärem Betrieb, die Bahnstrecke Nürtingen–Neuffen.
Dazu kommen drei weitere Strecken, auf denen die WEG im Auftrag des jeweiligen Eigentümers fährt: Seit 1994 betreibt die WEG im Auftrag des Zweckverbandes Verkehrsverband Wieslauftalbahn die Wieslauftalbahn zwischen Schorndorf und Rudersberg-Oberndorf. Im Jahre 1996 wurde die Schönbuchbahn von Böblingen nach Dettenhausen durch den Zweckverband Verkehrsverband Schönbuchbahn wiedereröffnet. In beiden Fällen wurde die WEG als Betreiber ausgesucht, weil sie das beste Konzept für den Betrieb dieser Nebenbahnen vorlegen konnte. Seit 2009 betreibt die WEG im Auftrag des Zweckverbandes Strohgäubahn die Strohgäubahn von Korntal nach Weissach. Bis 2009 war diese Strecke Eigentum der WEG.
Alle vier von der WEG betriebenen Strecken sind in den Verkehrs- und Tarifverbund Stuttgart (VVS) integriert. Die WEG ist Mitglied im Tarifverband der Bundeseigenen und Nichtbundeseigenen Eisenbahnen in Deutschland (TBNE).
Ab dem Sommerfahrplan 2018 fuhr die WEG im Auftrag der Regionalverkehr Alb-Bodensee Leistungen zwischen Tübingen und Horb mit Coradia LINT-Triebwagen. Die Aushilfe endete mit dem Fahrplanwechsel im Dezember 2019.
Im Jahre 1993 wurde der Sitz des Unternehmens von Stuttgart nach Waiblingen-Beinstein verlegt, wo die WEG in das Bürogebäude des von ihr übernommenen Omnibus-Verkehrs Ruoff einzog.

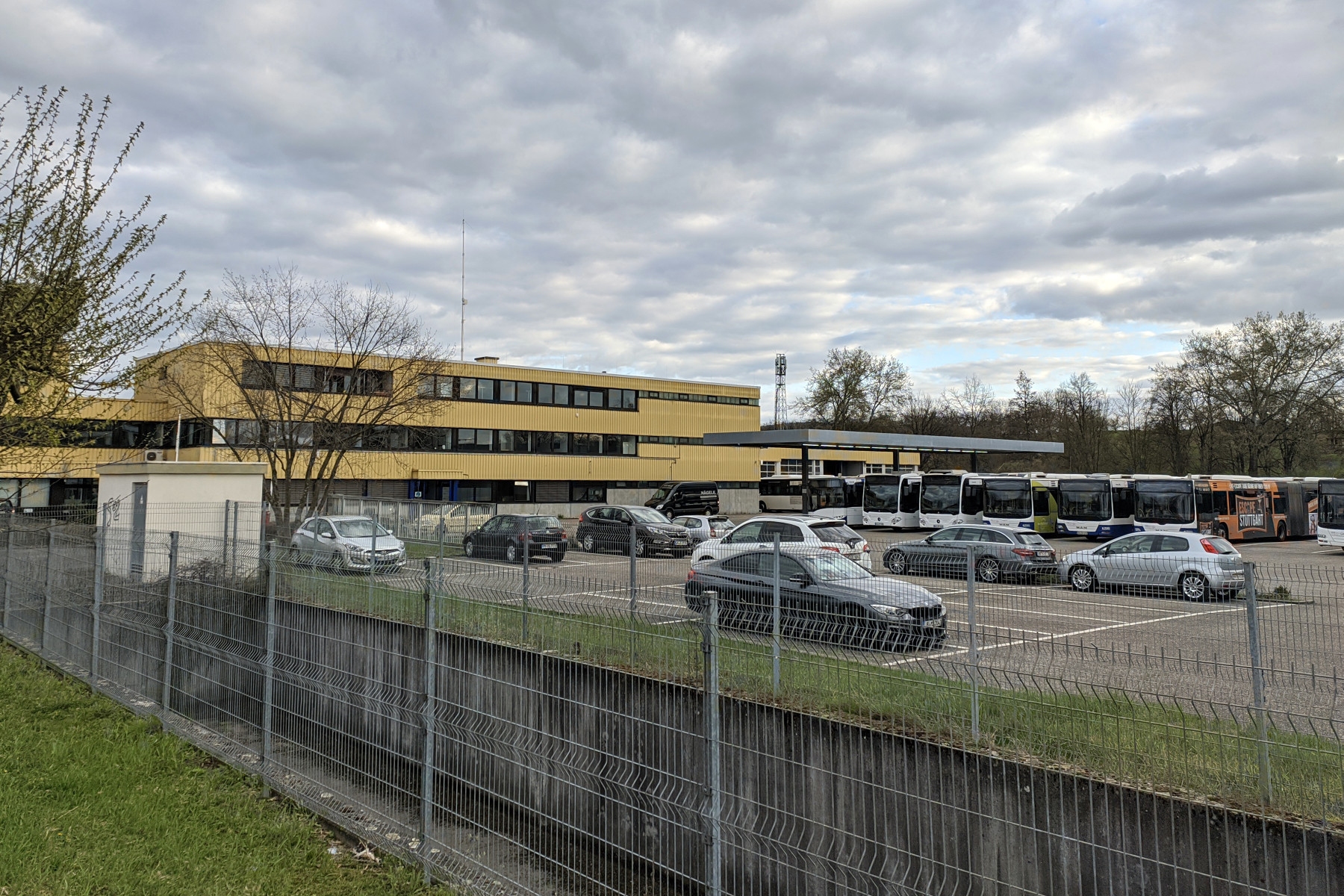
Bürogebäude der WEG in Waiblingen

Im Dezember 2024 übernahm die WEG den Betrieb der Regionalbahnlinie auf der Bahnstrecke Wendlingen–Oberlenningen zwischen Kirchheim (Teck) und Oberlenningen („Teckbahn“) als Unterauftragnehmerin der DB Regio AG / S-Bahn Stuttgart und mietet dazu die bisher eingesetzten Fahrzeuge an.

## Streckennetz
| Strecke                     | Name                 | Spurweite | Anmerkungen |
| --------------------------- | -------------------- | --------- | --- |
| Nürtingen–Neuffen           | Tälesbahn            | 1435 mm   | seit 1900 |
| Ebingen–Onstmettingen       | Talgangbahn          | 1435 mm   | 1901–1998 |
| Amstetten–Laichingen        | Albbähnle            | 1000 mm   | 1901–1985; Teilstück Amstetten–Oppingen an die Ulmer Eisenbahnfreunde, Rest abgebaut                                   |
| Gaildorf–Untergröningen     | Obere Kochertalbahn  | 1435 mm   | 1903–2000; bis 2005 noch Güterverkehr                                                                                  |
| Vaihingen–Enzweihingen      | Vaihinger Stadtbahn  | 1435 mm   | 1904–2002 |
| Amstetten–Gerstetten        | Lokalbahn            | 1435 mm   | 1906–1996; Museumsbetrieb durch die Ulmer Eisenbahnfreunde                                                             |
| Bad Friedrichshall–Ohrnberg | Untere Kochertalbahn | 1435 mm   | 1907–1993; jetzt Radweg                                                                                                |
| Reutlingen–Eningen          |                      | 1000 mm   | Straßenbahn Reutlingen; 1912–1944 WEG; übernommen durch Stadt Reutlingen, 1974 eingestellt                             |
| Reutlingen–Gönningen        | Gönninger Bahn       | 1435 mm   | 1984–1985 (ehemals WN); bis zum Industriegebiet Betzingen von der Stadt Reutlingen übernommen                          |
| Korntal–Weissach            | Strohgäubahn         | 1435 mm   | seit 1984 (ehemals WN)                                                                                                 |
| Schorndorf–Rudersberg       | Wieslauftalbahn      | 1435 mm   | seit 1994 im Auftrag des ZVVW (ehemals DB), seit dem 03.07.2024 Verkehr nach Unwetterschäden längerfristig eingestellt |
| Böblingen–Dettenhausen      | Schönbuchbahn        | 1435 mm   | seit 1996 |

## Aktuelle Fahrzeuge
| +      | Bezeichnung | Baujahr | Serie        | Hersteller | Nr.             | Einsatzstrecke | Zugang                              | Bemerkung           |
| VT 361 | 2012        | RS 1    | Stadler Rail | 39306      | Strohgäubahn    | 2012           | Mittelpufferkupplung                |                     |
| VT 362 | 2012        | RS 1    | Stadler Rail | 39307      | Strohgäubahn    | 2012           | Mittelpufferkupplung                |                     |
| VT 363 | 2012        | RS 1    | Stadler Rail | 39308      | Strohgäubahn    | 2012           | Mittelpufferkupplung                |                     |
| VT 364 | 2012        | RS 1    | Stadler Rail | 39309      | Strohgäubahn    | 2012           | Mittelpufferkupplung                |                     |
| VT 365 | 2012        | RS 1    | Stadler Rail | 39310      | Strohgäubahn    | 2012           | Mittelpufferkupplung                |                     |
| VT 366 | 2012        | RS 1    | Stadler Rail | 39311      | Strohgäubahn    | 2012           | Mittelpufferkupplung                |                     |
| VT 367 | 2012        | RS 1    | Stadler Rail | 39312      | Strohgäubahn    | 2012           | Mittelpufferkupplung                |                     |
| VT 368 | 2012        | RS 1    | Stadler Rail | 39313      | Strohgäubahn    | 2012           | Mittelpufferkupplung                |                     |
| VT 414 | 1996        | RS 1    | Adtranz      | 36456      | Schönbuchbahn   | 2012           | Ehemals Strohgäubahn (1997–2012)    |                     |
| VT 415 | 1996        | RS 1    | Adtranz      | 36457      | Schönbuchbahn   | 2001           | Ehemals Strohgäubahn (1997–2001)    | „Schönbuch“         |
| VT 416 | 1996        | RS 1    | Adtranz      | 36458      | Schönbuchbahn   | 2012           | Ehemals Strohgäubahn (1997–2012)    |                     |
| VT 423 | 1997        | RS 1    | Adtranz      | 36554      | Schönbuchbahn   | 2001           | Ehemals Wieslauftalbahn (1997–2001) | „Schaichtal“        |
| VT 430 | 1996        | RS 1    | Adtranz      | 36459      | Schönbuchbahn   | 1996           |                                     | „Dettenhausen“      |
| VT 431 | 1996        | RS 1    | Adtranz      | 36460      | Schönbuchbahn   | 1996           |                                     | „Weil im Schönbuch“ |
| VT 432 | 1996        | RS 1    | Adtranz      | 36461      | Schönbuchbahn   | 1996           |                                     | „Holzgerlingen“     |
| VT 433 | 1996        | RS 1    | Adtranz      | 36462      | Schönbuchbahn   | 1996           |                                     | „Böblingen“         |
| VT 440 | 1999        | RS 1    | Adtranz      | 36846      | Wieslauftalbahn | 2000           | Ehemals Tälesbahn (1999–2000)       |                     |
| VT 441 | 1999        | RS 1    | Adtranz      | 36847      | Wieslauftalbahn | 2000           | Ehemals Tälesbahn (1999–2000)       |                     |
| VT 442 | 1999        | RS 1    | Adtranz      | 36848      | Tälesbahn       | 1999           |                                     | „Katja“             |
| VT 445 | 2000        | RS 1    | Adtranz      | 36878      | Tälesbahn       | 2000           |                                     | „Alice“             |
| VT 446 | 2000        | RS 1    | Adtranz      | 36879      | Tälesbahn       | 2000           |                                     | „Agnes“             |
| VT 447 | 2000        | RS 1    | Adtranz      | 36880      | Tälesbahn       | 2000           |                                     | „Mara“              |

## Ehemalige Fahrzeuge
| Bezeichnung               | Baujahr | Hersteller                 | Seriennummer | Baumuster                     | Einsatzstrecke(n)                                                                    | Zugang WEG/WN | Abgang WEG/WN                    | Motor(en) | Achsfolge | Lackierung(en)                           | Bemerkung | Erhalten?                 |
| ------------------------- | ------- | -------------------------- | ------------ | ----------------------------- | ------------------------------------------------------------------------------------ | ------------- | -------------------------------- | --- | --------- | ---------------------------------------- | --- | ------------------------- |
| VT 01                     |         |                            |              | Vorkriegsmodell               | Strohgäubahn                                                                         |               | ca. 1961                         | 2× ? | Bo        | Beige-Rot                                | Nach Unfallschaden ausgemustert, in Weissach zerlegt                                                                          | Nein                      |
| VT 01"                    | 1969    | WEG / Auwärter / Gmeinder? |              | WEG / Auwärter / Gmeinder?    | Strohgäubahn                                                                         | 1969          | ca. 1989                         | 2× Büssing | Bo        | Beige-Rot                                | Zusammenbau in Weissach, Baumuster an Fuchs-Triebwagen angelehnt, in Weissach zerlegt                                         | Nein                      |
| VT 02                     | 1934    | Gotha                      |              | Auwärter-Aufbau               | Gönninger Bahn                                                                       | 1953          | 1979 ausge-mustert, 1998 zerlegt | 1× Büssing 170 PS (125 kW)                                                                                      | A1        | Orange                                   | Fahrzeug erhielt Auwärter-Aufbau, sehr lange abgestellt in Neuffen                                                            | Nein                      |
| VT 03                     | 1926    | Wegmann                    | 32252        | Vorkriegsmodell               | Vaihinger Stadtbahn                                                                  | ???           |                                  | | Bo        | Beige-Rot                                | ex VT 70 900 | vermutlich                |
| VT 04                     | 1926    | Wegmann                    | 32254        | Vorkriegsmodell               | Obere Kochertalbahn, Vaihinger Stadtbahn                                             | ???           | ca. 2002                         | 2× Büssing U11 D 210 PS (154 kW)                                                                                | Bo        | Beige-Rot, Weiß-Orange-Blau              | ex VT 70 901 | Ja                        |
| VT 05                     | 1956    | Fuchs                      | 9055         | Fuchs-Triebwagen              | Lokalbahn, Obere Kochertalbahn                                                       | 1956          | ca. 2000                         | 2× Büssing U11 D 210 PS (154 kW)                                                                                | Bo        | Beige-Rot, Orange, Weiß-Orange-Blau      | Fahrzeug hatte einseitig eine Vorrichtung für großen Schneepflug, Aufschrift „Lokalbahn“                                      | Nein                      |
| VT 06                     | 1956    | Fuchs                      | 9056         | Fuchs-Triebwagen              | Untere Kochertalbahn, Tälesbahn, Obere Kochertalbahn, Lokalbahn, Vaihinger Stadtbahn | 1956          | ca. 2002                         | 2× Büssing U11 D 210 PS (154 kW)                                                                                | Bo        | Beige-Rot                                | Fahrzeug war „Springer“ | Ja (Museums-Fahrzeug UEF) |
| VT 07                     | 1956    | Fuchs                      | 9059         | Fuchs-Triebwagen              | Strohgäubahn, Gönninger Bahn                                                         | 1956          | 1984 ausge-mustert, 1998 zerlegt | 2× Büssing 192 PS (141 kW)                                                                                      | Bo        | Beige-Rot, Weiß-Orange, Weiß-Orange-Blau | sehr lange abgestellt in Neuffen                                                                                              | Nein                      |
| VT 08                     | 1956    | Fuchs                      | 9057         | Fuchs-Triebwagen              | Gönninger Bahn, Tälesbahn, Strohgäubahn                                              | 1956          | ca. 1984                         | 2× Büssing 192 PS (141 kW)                                                                                      | Bo        | Beige-Rot                                | zerlegt in Weissach | Nein                      |
| VT 09                     | 1963    | WEG / Auwärter / Gmeinder? |              | WEG / Auwärter / Gmeinder?    | Talgangbahn, Obere Kochertalbahn                                                     | 1963          | ca. 2001                         | 2× Büssing 170 PS (125 kW)                                                                                      | Bo        | Beige-Rot                                | Baumuster an Fuchs-Triebwagen angelehnt                                                                                       | Ja (Eigentum UEF)         |
| VT 10; 1984: VT 402       | 1951    | Esslingen                  |              | Esslinger Triebwagen 1. Serie | Strohgäubahn, Tälesbahn, Obere Kochertalbahn, Talgangbahn                            | 1951          | ca. 2001                         | 2× MAN 150 PS, später: 2× Büssing U11 D 210 PS (154 kW)                                                         | (1A)(A1)  | Beige-Rot, Orange                        | Zeitweise „Springer“ | Vermutlich                |
| VT 11; 1984: VT 401       | 1928    | Dessau                     |              | Vorkriegsmodell               | Tälesbahn, Obere Kochertalbahn                                                       | 1956          | 2002                             | 4× Büssing U10 150 PS, später: 4× Büssing U11 D 210 PS (154 kW)                                                 | Bo’Bo’    | Beige-Rot, Weiß-Orange-Blau              | Rückbau in Ursprungszustand vorgesehen, ehemalig VT 66 906 mit Wendezugsteuerung                                              | Ja                        |
| VT 12                     | 1956    | MAN                        | 142776       | MAN-Schienenbus               | Strohgäubahn, Tälesbahn                                                              | 1978          | 2000                             | 2× MAN 150 PS (110 kW)                                                                                          | A’A’      | Weiß-Orange, Weiß-Orange-Blau            | | Nein                      |
| VT 19; 1984: VT 405       | 1957    | Esslingen                  | 24999        | Esslinger Triebwagen 2. Serie | Strohgäubahn, Tälesbahn                                                              | 1975          | ca. 2000                         | 2× DB 227 PS (167 kW)                                                                                           | B’B’      | Weiß-Orange, Weiß-Orange-Blau            | Fahrzeug erst 1980 in Betrieb genommen nach größerem Umbau. Mehrfacher Einsatz als Ausflugs-Triebwagen. Mit Wendezugsteuerung | Ja                        |
| VT 20; 1984: VT 403       | 1952    | Esslingen                  | 23493        | Esslinger Triebwagen 1. Serie | Tälesbahn                                                                            | 1953          | 1999                             | 2× Büssing U10 150 PS (110 kW), später: 2× Büssing U11 180 PS (132 kW) später: 2× Büssing U11 D 210 PS (154 kW) | (1A)(A1)  | Beige-Rot, Weiß-Orange-Blau              | Fahrzeug erlitt 1996 einen Rangierunfall mit VS 230, danach abgestellt. Mit Wendezugsteuerung                                 | Nein                      |
| VT 21                     | 1957    | MAN                        | 143403       | MAN-Schienenbus               | Strohgäubahn                                                                         | 1965          | 1994                             | 1× Büssing U11 D 210 PS (154 kW)                                                                                | A’1’      | Beige-Rot, Weiß-Orange-Blau              | | Nein                      |
| VT 22                     | 1958    | MAN                        | 143554       | MAN-Schienenbus               | Strohgäubahn                                                                         | 1965          | 1994                             | 1× Büssing U11 D 210 PS (154 kW)                                                                                | A’1’      | Beige-Rot, Weiß-Orange-Blau              | | Nein                      |
| VT 23                     | 1968    | WEG / Auwärter / Gmeinder  | 5442         | WEG / Auwärter / Gmeinder     | Tälesbahn, Untere Kochertalbahn                                                      | 1968          | 1996                             | 2× Büssing U11 D 210 PS (154 kW)                                                                                | Bo        | Beige-Rot                                | Späterer Umbau in VS (nach WEG-Dienstzeit)                                                                                    | Ja                        |
| VT 24                     | 1968    | WEG / Auwärter / Gmeinder  | 5443         | WEG / Auwärter / Gmeinder     | Tälesbahn, Untere Kochertalbahn                                                      | 1968          | 1996                             | 2× Büssing U11 D 210 PS (154 kW)                                                                                | Bo        | Beige-Rot                                | | Ja                        |
| VT 36                     | 1956    | Fuchs                      | 9058         | Fuchs-Triebwagen              | Albbähnle, Obere Kochertalbahn                                                       | 1956          | ca. 2001                         | 2× Büssing U11 D 210 PS (154 kW)                                                                                | Bo        | Beige-Rot                                | Ursprünglich Spurweite 1000 mm, Umbau 1971                                                                                    | Ja                        |
| VT 80; vorgesehen: VT 404 | 1953    | MaK                        | 505          | MaK GDT                       | Strohgäubahn                                                                         | 1977          | 1984                             | 2× | (1A)(A1)  | Beige-Rot                                | Kein Einsatz bei der WEG | Nein                      |
| VT 406                    | 1958    | Esslingen                  | 25000        | Esslinger Triebwagen 2. Serie | Tälesbahn                                                                            | 1989          | 1993                             | 2× KHD 275 PS (202 kW)                                                                                          | B’B’      | Beige-Rot                                | Nur Ersatzfahrzeug | Vermutlich                |
| VT 407                    | 1958    | Esslingen                  | 25001        | Esslinger Triebwagen 2. Serie | Strohgäubahn                                                                         | 1989          | 1993                             | 2× KHD 275 PS (202 kW)                                                                                          | B’B’      | Beige-Rot                                | Kein Einsatz bei der WEG | Ja                        |
| VT 410                    | 1981    | Waggon Union               | 30901        | NE 81 1. Serie                | Strohgäubahn, Tälesbahn                                                              | 1981          | 2013                             | 2× MAN 270 PS (199 kW)                                                                                          | B’B’      | Weiß-Orange-Blau                         | Tälesbahn, nur Ersatzfahrzeug                                                                                                 | Ja                        |
| VT 411                    | 1981    | Waggon Union               | 30902        | NE 81 1. Serie                | Strohgäubahn, Tälesbahn                                                              | 1981          | 2003; 2013                       | 2× MAN 270 PS (199 kW)                                                                                          | B’B’      | Weiß-Orange-Blau, Weiß-Blau-Gelb         | 2003–2012 verliehen | Ja                        |
| VT 412                    | 1993    | Waggon Unon                | 36104        | NE 81 2. Serie                | Strohgäubahn, Tälesbahn                                                              | 1993          | ca. 2016                         | 2× MAN 340 PS (250 kW)                                                                                          | B’B’      | Weiß-Blau, Weiß-Blau-Gelb                | Bei Tälesbahn nur Ersatzfahrzeug                                                                                              | Ja                        |
| VT 413                    | 1993    | Waggon Union               | 36105        | NE 81 2. Serie                | Strohgäubahn, Tälesbahn                                                              | 1993          | 2016                             | 2× MAN 340 PS (250 kW)                                                                                          | B’B’      | Weiß-Blau, Weiß-Blau-Gelb                | Bei Tälesbahn nur Ersatzfahrzeug                                                                                              | Ja                        |
| VT 420                    | 1994    | ABB                        | 36234        | NE 81 2. Serie                | Wieslauftalbahn, Strohgäubahn, Tälesbahn                                             | 1994          |                                  | 2× MAN 340 PS (250 kW)                                                                                          | B’B’      | Blau-Gelb                                | Bei Tälesbahn nur Ersatzfahrzeug                                                                                              | Ja                        |
|                           |         |                            |              |                               |                                                                                      |               |                                  | |           |                                          | |                           |
| VB 101                    | 1960    | WEG / Auwärter             |              | Aufbauwagen                   | Tälesbahn                                                                            | 1960          | 2000                             | | 2         | Beige-Rot                                | 2× Faltenbalg, 2× Einstieg |                           |
| VB 102                    | 1960    | WEG / Auwärter             |              | Aufbauwagen                   | Tälesbahn                                                                            | 1960          | 2000                             | | 2         | Beige-Rot                                | 2× Faltenbalg, 2× Einstieg |                           |
| VB 103                    | 1960    | WEG / Auwärter             |              | Aufbauwagen                   | Tälesbahn                                                                            | 1960          | 1998                             | | 2         | Beige-Rot                                | 2× Faltenbalg, 2× Einstieg |                           |
| VB 104                    | 1960    | WEG / Auwärter             |              | Aufbauwagen                   | Tälesbahn                                                                            | 1960          | 2000                             | | 2         | Beige-Rot                                | 2× Faltenbalg, 2× Einstieg |                           |
| VB 105                    | 1961    | WEG / Auwärter             |              | Aufbauwagen                   | Tälesbahn                                                                            | 1961          | 1991                             | | 2         | Beige-Rot                                | 2× Faltenbalg, 2× Einstieg Fahrzeug soll wieder aufgearbeitet werden                                                          | Ja                        |
| VB 106                    | 1961    | WEG / Auwärter             |              | Aufbauwagen                   | Tälesbahn                                                                            | 1961          | 1990                             | | 2         | Beige-Rot, Weiß-Orange                   | 1× Faltenbalg, 2× Einstieg | Nein                      |
| VB 107                    | 1961    | WEG / Auwärter             |              | Aufbauwagen                   | Tälesbahn                                                                            | 1961          | 1990                             | | 2         | Beige-Rot, Weiß-Orange                   | 1× Faltenbalg, 2× Einstieg | Nein                      |
| VB 108                    |         | WEG / Auwärter             |              | Aufbauwagen                   | Obere Kochertalbahn                                                                  |               |                                  | | 2         | Beige-Rot                                | Keine Übergänge, 2× Einstieg                                                                                                  |                           |
| VB 109                    |         | WEG / Auwärter             |              | Aufbauwagen                   | Obere Kochertalbahn                                                                  |               |                                  | | 2         | Beige-Rot                                | Keine Übergänge, 2× Einstieg                                                                                                  |                           |
| VM 110                    |         | MAN                        |              | MAN Schienenbus               | Strohgäubahn, Tälesbahn                                                              |               |                                  | Keiner, später: 1× Büssing U11 D 210 PS                                                                         | 1’1’      | Weiß-Orange-Blau                         | Beiwagen, späterer Umbau zu motorisiertem Beiwagen                                                                            | Nein                      |
| VB 111                    |         | WEG / Auwärter             |              | Aufbauwagen                   | Talgangbahn                                                                          |               |                                  | | 2         | Beige-Rot                                | Keine Übergänge, 2× Einstieg                                                                                                  |                           |
| VB 112                    |         | WEG / Auwärter             |              | Aufbauwagen                   | Talgangbahn                                                                          |               |                                  | | 2         | Beige-Rot                                | Keine Übergänge, 2× Einstieg                                                                                                  |                           |
| VB 122                    |         | WEG / Auwärter             |              | Aufbauwagen                   | Untere Kochertalbahn, Tälesbahn                                                      |               |                                  | | 2’2’      | Beige-Blau, Weiß-Orange                  | Keine Übergänge, Mitteleinstieg                                                                                               |                           |
| VB 201                    |         | WEG / Auwärter             |              | Aufbauwagen                   | Strohgäubahn                                                                         |               |                                  | | 2         | Beige-Rot                                | 1× Faltenbalg, Mitteleinstieg                                                                                                 |                           |
| VB 202                    |         | WEG / Auwärter             |              | Aufbauwagen                   | Strohgäubahn, Tälesbahn                                                              |               |                                  | | 2         | Beige-Rot                                | 2× Faltenbalg, 2× Einstieg |                           |
| VB 203                    |         | WEG / Auwärter             |              | Aufbauwagen                   | Strohgäubahn                                                                         |               |                                  | | 2         | Beige-Rot                                | 1× Faltenbalg, Mitteleinstieg                                                                                                 |                           |
| VB 204                    |         | WEG / Auwärter             |              | Aufbauwagen                   | Strohgäubahn, Untere Kochertalbahn                                                   |               |                                  | | 2         | Beige-Rot                                | 1× Faltenbalg, Mitteleinstieg                                                                                                 |                           |
| VB 206                    |         | WEG / Auwärter             |              | Aufbauwagen                   | Strohgäubahn                                                                         |               |                                  | | 2         | Beige-Rot, Orange                        | 1× Faltenbalg, Mitteleinstieg                                                                                                 |                           |
| VB 207                    |         | WEG / Auwärter             |              | Aufbauwagen                   | Strohgäubahn                                                                         |               |                                  | | 2         | Beige-Rot                                | Keine Übergänge, 2× Einstieg Mittelwagen für VT 21 + VT 22                                                                    |                           |
| VB 208                    |         | WEG / Auwärter             |              | Aufbauwagen                   | Vaihinger Stadtbahn                                                                  |               |                                  | | 2         | Beige-Rot, Weiß-Orange-Blau              | Keine Übergänge, 2× Einstieg                                                                                                  |                           |
| VB 209                    |         | WEG / Auwärter             |              | Aufbauwagen                   | Lokalbahn                                                                            |               |                                  | | 2         | Beige-Rot, Orange, Weiß-Orange-Blau      | Keine Übergänge, 2× Einstieg                                                                                                  |                           |
| VS 113                    |         | MAN                        |              | MAN Schienenbus               | Strohgäubahn, Tälesbahn                                                              |               |                                  | | 1’1’      | Weiß-Orange, Weiß-Orange-Blau            | Steuerwagen | Nein                      |
| VS 201                    | 1985    | Waggon Union               |              | NE 81 1. Serie                | Strohgäubahn, Tälesbahn                                                              | 2001          | 2013                             | | 2’2’      | Weiß-Blau-Gelb                           | Steuerwagen | Ja                        |
| VS 220                    | 1982    | Waggon Union               |              | NE 81 1. Serie                | Strohgäubahn                                                                         | 2001          | 2013                             | | 2’2’      | Weiß-Orange-Blau, Weiß-Blau              | Steuerwagen | Ja                        |
| VS 230                    | 1952    | Esslingen                  |              | Esslinger Triebwagen 1. Serie | Tälesbahn                                                                            | 1989          | 1999                             | | 2’2’      | Weiß-Orange-Blau                         | Steuerwagen 1996 nach Rangierunfall mit VT 403 abgestellt                                                                     | Ja                        |
| VS 240                    |         | Esslingen                  |              | Esslinger Triebwagen 1. Serie | Tälesbahn, Obere Kochertalbahn                                                       | 1993          | 2004                             | | 2’2’      | Weiß-Blau                                | Steuerwagen | Ja                        |
| VS 250                    | 1993    | Waggon Union               |              | NE 81 2. Serie                | Strohgäubahn, Tälesbahn                                                              | 1993          | ca. 2016                         | | 2’2’      | Weiß-Blau, Weiß-Blau-Gelb                | Steuerwagen | Ja                        |
| VB 241                    | 1985    | Waggon Union               |              | NE 81 1. Serie                | Strohgäubahn, Tälesbahn                                                              | 2001          | ca. 2016                         | | 2’2’      | Weiß-Blau-Gelb                           | Beiwagen | Ja                        |
| VT 421                    | 1994    | ABB                        | 36235        | NE 81                         | Wieslauftalbahn                                                                      | 1994          | 2025                             | |           |                                          | Mit Hochwasserschäden in Rudersberg abgestellt                                                                                |                           |
| VT 422                    | 1994    | ABB                        | 36236        | NE 81                         | Wieslauftalbahn                                                                      | 1994          | 2025                             | |           |                                          | Mit Hochwasserschäden in Rudersberg abgestellt                                                                                |                           |
| VS 425                    | 1994    | ABB                        | 36237        | NE 81                         | Wieslauftalbahn                                                                      | 1994          | 2025                             | |           |                                          | Steuerwagen, Mit Hochwasserschäden in Rudersberg abgestellt                                                                   |                           |
| VS 426                    | 1994    | ABB                        | 36238        | NE 81                         | Wieslauftalbahn                                                                      | 1994          | 2025                             | |           |                                          | Steuerwagen, Mit Hochwasserschäden in Rudersberg abgestellt                                                                   |                           |

## Omnibusunternehmen
Ab 1928 betrieb die Württembergische Eisenbahn-Gesellschaft eigene Kraftfahrzeuglinien und machte zum Teil ihren eigenen Bahnen selbst Konkurrenz, indem Buslinien parallel zu den Bahnlinien eingerichtet wurden. 1955 wurde die WEG-Kraftverkehrs-GmbH (WEG-KVG) gegründet, zu der bis etwa 1996 auch eine Spedition mit eigenen LKW gehörte.
Erwähnenswert ist, dass die WEG zwei marode Busunternehmen saniert hat: im Jahr 1987 die Heidenheimer Verkehrsgesellschaft (HVG) und 1990 den Omnibus-Verkehr Ruoff (OVR) in Waiblingen.
Die WEG-KVG wurde zum 1. Januar 2008 mit der Schwestergesellschaft OVR verschmolzen. Die vier Busbetriebshöfe der ehemaligen WEG-KVG in Albstadt, Hemmingen, Neuenstadt und Neuffen mit insgesamt etwa 60 Bussen und rund 115 Beschäftigten firmierten bis 2012 weiter unter dem Markennamen WEG. Im Frühjahr 2012 wurden WEG-Logos durch OVR-Logos ersetzt. Damit tritt die OVR mittlerweile geschlossen an allen sechs Standorten unter einer einheitlichen Marke auf.